# Supercopa de Francia 2007
La Supercopa de Francia 2007 fue un partido de fútbol disputado en el estadio Stade Gerland de Lyon el 28 de julio de 2007, que enfrentó al campeón de la Ligue 1 y al campeón de la Copa de Francia de la temporada anterior. El partido terminó con la victoria del campeón de liga, el Olympique Lyonnais que derrotó por 2 a 1 al campeón de la copa, el FC Sochaux-Montbéliard, gracias a los goles de Sidney Govou y Cris.

## Detalles
Fecha: 28 de julio de 2007

Equipos: Olympique Lyonnais y FC Sochaux-Montbéliard

Resultado: 2 – 1–Detalles

Goles: Govou min:21, Cris min:43, Birsa min:13

Estadio: Stade Gerland, Lyon

Espectadores: 30.413

Árbitro: Sandryk Biton

|  |  |

| OLYMPIQUE LYONNAIS: |    |                    |                |     |
|                     |    |                    |                |     |
| GK                  | 23 | Grégory Coupet     |                |     |
| RB                  | 2  | François Clerc     |                | 81' |
| CB                  | 4  | Patrick Müller     |                |     |
| CB                  | 3  | Cris (Capitán)     |                |     |
| LB                  | 20 | Anthony Réveillère |                |     |
| RM                  | 14 | Sidney Govou       |                |     |
| CM                  | 6  | Kim Källström      |                |     |
| CM                  | 28 | Jérémy Toulalan    | (Amarilla 69') |     |
| LM                  | 23 | Kader Keita        |                | 67' |
| FW                  | 7  | Milan Baroš        |                | 67' |
| FW                  | 10 | Karim Benzema      |                |     |
| Substitutes:        |    |                    |                |     |
| GK                  | 30 | Rémy Vercoutre     |                |     |
| DF                  | 11 | Fabio Grosso       |                | 81' |
| DF                  | 32 | Sandy Paillot      |                |     |
| MF                  | 5  | Mathieu Bodmer     |                | 67' |
| MF                  | 18 | Hatem Ben Arfa     |                | 67' |
| MF                  | 26 | Fábio Santos       |                |     |
| FW                  | 12 | Loïc Rémy          |                |     |
| Entrenador:         |    |                    |                |     |
| Alain Perrin        |    |                    |                |     |

| FC SOCHAUX:    |    |                         |                |     |
|                |    |                         |                |     |
| GK             | 16 | Teddy Richert (Capitán) |                |     |
| RB             | 2  | Rabiu Afolabi           |                |     |
| CB             | 14 | Bojan Jokic             | (Amarilla 69') |     |
| CB             | 23 | Hakim El Bounadi        |                |     |
| LB             | 28 | Stéphane Pichot         |                |     |
| RM             | 7  | Romain Pitau            |                |     |
| CM             | 12 | Michaël Isabey          |                |     |
| CM             | 19 | Badara Sène             | (Amarilla 55') | 73' |
| LM             | 6  | Stéphane Dalmat         |                | 85' |
| FW             | 4  | Sébastien Grax          |                |     |
| FW             | 20 | Valter Birsa            |                | 52' |
| Substitutes:   |    |                         |                |     |
| GK             | 30 | Matthieu Dreyer         |                |     |
| DF             | 34 | Maxime Josse            |                |     |
| MF             | 29 | Vincent Nogueira        |                |     |
| FW             | 10 | Álvaro Santos           |                | 85' |
| FW             | 11 | Julien Quercia          |                | 73' |
| FW             | 26 | Mevlüt Erdinç           |                | 52' |
| Entrenador:    |    |                         |                |     |
| Frédéric Hantz |    |                         |                |     |

Asistentes: Jean-Marie Cazali y Eric Dansault
Cuarto árbitro: Gaël Lecellier
Hombre del partido: Cris (Olympique Lyonnais)
Reglas: 90 minutos, 30 minutos extra, Penaltis si hay empate, máximo de tres sustitutos por equipo.